# Walter Schottky

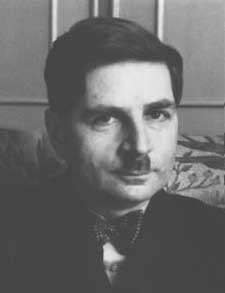
Walter Schottky

Walter Hans Schottky (* 23. Juli 1886 in Zürich; † 4. März 1976 in Forchheim (Oberfranken)) war ein deutscher Physiker und Elektrotechniker. Er war der Sohn des Mathematikers Friedrich Schottky (1851–1935) und seiner Ehefrau Henriette Schottky (1858–1947, geb. Hammer).
Nach Walter Schottky wurden der Schottky-Effekt (eine Glühemission, wichtig für die Röhrentechnik), die Schottky-Diode (wobei die darin auftretende Sperrschicht als Schottky-Barriere bezeichnet wird), die Schottky-Leerstellen (oder auch Schottky-Defekte), die Schottky-Anomalie (ein Scheitelwert der Wärmekapazität) und die Schottky-Gleichung (auch Langmuir-Schottkysches-Raumladungsgesetz) benannt.
Er leistete Forschungsarbeit über elektrische Rauschmechanismen (Schrotrauschen), die Raumladung, speziell in Elektronenröhren, sowie über die Sperrschicht in Halbleitern, die für die Entwicklung von Kupferoxydul-Gleichrichtern und Transistoren von Bedeutung waren.

## Leben und Wirken

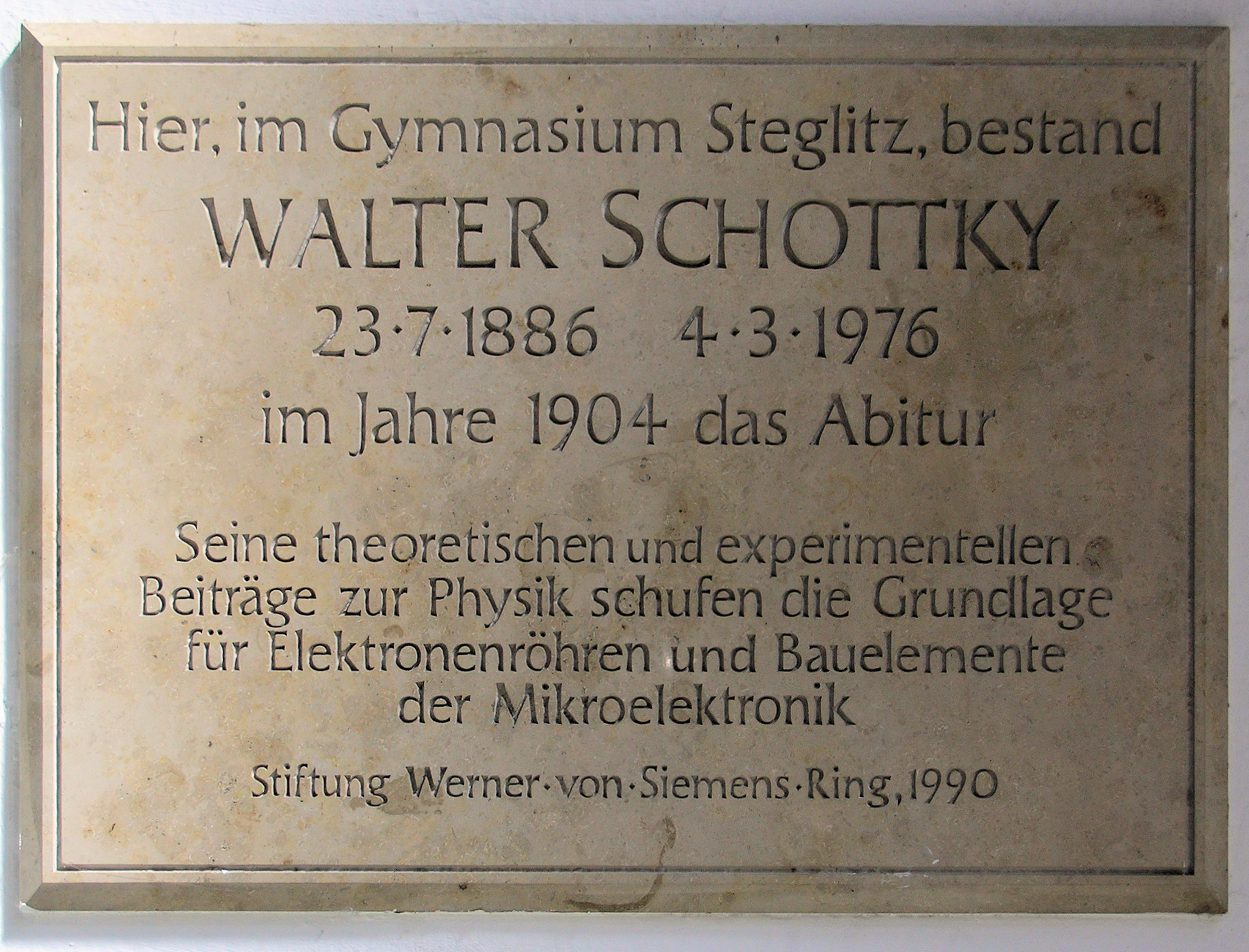
Gedenktafel am Haus Heesestraße 15 in Steglitz

Nach dem Gymnasium in Marburg und Steglitz studierte er ab 1904 Physik an der Universität Berlin. Er promovierte 1912 bei Max Planck mit dem Thema Zur relativtheoretischen Energetik und Dynamik. Danach ging er an die Universität Jena an das Physikalische Institut unter der Leitung von Max Wien. Er konnte 1913 sein theoretisch abgeleitetes U3/2-Gesetz für den Glühelektronenstrom in Elektronenröhren (Schottky-Gleichung) experimentell nachweisen. 1914 bis 1916 war er wieder an der Universität Berlin, um sich zu habilitieren. Er entschloss sich aber zum Wechsel in die Industrie und begann 1916 bei der Firma Siemens. 1919 nahm er seine Bemühungen um die Habilitation wieder auf, ohne die Bindung an Siemens aufzugeben. Seine Habilitationsschrift Thermodynamik der seltenen Zustände im Dampfraum (Thermische Ionisierung und thermisches Leuchten) reichte er 1920 an der Universität Würzburg ein.
Schottky war in den Jahren 1923 bis 1927 Professor für theoretische Physik an der Universität Rostock. Danach wechselte er wieder zu Siemens & Halske nach Berlin, wo er in den wissenschaftlichen Laboratorien arbeitete. Schottky betrieb dort Grundlagenforschung im Bereich der Halbleiterphysik und der Elektronik. Seine Forschungsgruppe zog während des Zweiten Weltkriegs in das fränkische Pretzfeld um. Dies war auch Auslöser für die Gründung eines Siemens-Labors im Schloss in Pretzfeld im Jahr 1946. Der Physiker wohnte bis zu seinem Tod 1976 in dem Ort, wo er auch beerdigt wurde.

## Erfindungen
1915 erfand Schottky die Tetrode, eine Schirmgitterröhre. 1918 entwickelte er laut einigen Quellen das Prinzip eines Überlagerungsempfängers, eines besonders hochwertigen Rundfunkempfangskreises, der mit einer Zwischenfrequenz arbeitet.
1924 erfand Schottky gemeinsam mit Erwin Gerlach das Bändchenmikrofon. Die Idee war, dass ein sehr dünnes, in einem Magnetfeld aufgehängtes Bändchen elektrische Signale erzeugen könnte. Dies führte zur Erfindung des Bändchenlautsprechers durch Verwendung in umgekehrter Reihenfolge, war jedoch erst in den späten 1930er Jahren praktikabel, als Permanentmagnete mit hohem Fluss verfügbar wurden.
Die Schottky-Diode wurde nach ihm benannt, weil er 1938 das Modell des Metall-Halbleiter-Kontaktes entwickelte; sie ist eine Halbleiterdiode, die durch die Verbindung eines Halbleiters mit einem Metall gebildet wird.
Das von ihm mitentwickelte Mott-Schottky-Diagramm trägt seinen Namen.

## Auszeichnungen
- 1936 Hughes Medal der Royal Society
- 1962 Carl-Friedrich-Gauß-Medaille
- 1964 Werner-von-Siemens-Ring[5]
- 1975 Aufnahme als korrespondierendes Mitglied in die Braunschweigische Wissenschaftliche Gesellschaft[6]

## Als Namensgeber

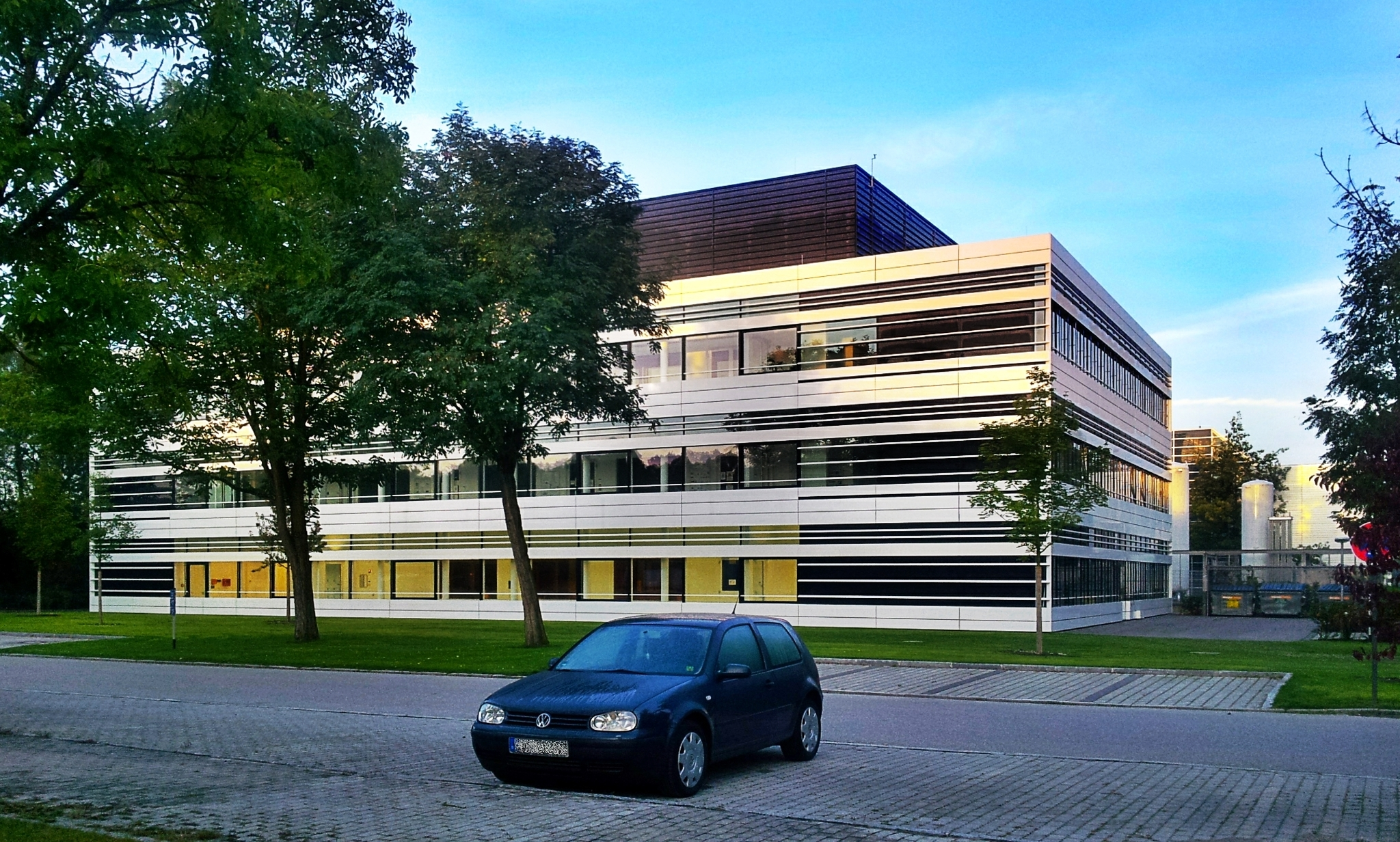
Walter-Schottky-Institut in Garching

Nach ihm sind der Walter-Schottky-Preis für hervorragende Leistungen in der Festkörperphysik, das Walter-Schottky-Institut der Technischen Universität München, das Walter-Schottky-Haus der Rheinisch-Westfälischen Technischen Hochschule Aachen sowie der Walter-Schottky-Bau der Georg-Simon-Ohm-Hochschule Nürnberg benannt. Ebenso sind die Walter-Schottky-Grundschule und die Walter-Schottky-Straße in Pretzfeld nach ihm benannt. In der Schottkystraße in Erlangen liegt das Fraunhofer-Institut für Integrierte Systeme und Bauelementetechnologie.